# Ljusbandad kustmygga
Ljusbandad kustmygga, Aedes caspius är en tvåvingeart som först beskrevs av Peter Simon Pallas 1771.  Aedes caspius ingår i släktet Aedes och familjen stickmyggor. Arten är reproducerande i Sverige. Inga underarter finns listade i Catalogue of Life.